# 이도학
이도학(李道學, 1957년 10월 17일~)은 대한민국의 역사가이다.
한국고대사를 전공하며, 한국전통문화대학교의 명예교수이다.